# Гладун Марина Валеріївна
Марина Валеріївна Гладун (дошлюбне — Самодай; 18 вересня 1992) — українська пляжна волейболістка. Чемпіонка Європи 2025 року.

## Статистика
Статистика виступів на чемпіонатах Європи з пляжного волейболу:
| Турнір                | Партнерка        | Раунд      | Рахунок | Суперниці                              |
| --------------------- | ---------------- | ---------- | ------- | -------------------------------------- |
| чемпіонат Європи 2024 | Тетяна Лазаренко | група В    | 2:1     | Катя Стам — Раїса Схон                 |
| чемпіонат Європи 2024 | Тетяна Лазаренко | група В    | 2:1     | Сара Шнайдер — Маргарета Козух         |
| чемпіонат Європи 2024 | Тетяна Лазаренко | група В    | 2:0     | Margherita Bianchin — Клаудія Скамполі |
| чемпіонат Європи 2024 | Тетяна Лазаренко | 1/8 фіналу | 0:2     | Катя Стам — Раїса Схон                 |
| чемпіонат Європи 2025 | Тетяна Лазаренко | група G    | 2:0     | Паула Шюргольц — Янне Уль              |
| чемпіонат Європи 2025 | Тетяна Лазаренко | група G    | 2:1     | Лезана Пласетт — Алексія Річард        |
| чемпіонат Європи 2025 | Тетяна Лазаренко | 1/8 фіналу | 2:1     | Лінда Бок — Луїза Ліпманн              |
| чемпіонат Європи 2025 | Тетяна Лазаренко | 1/4 фіналу | 2:0     | Міла Конінк — Раїса Схон               |
| чемпіонат Європи 2025 | Тетяна Лазаренко | 1/2 фіналу | 2:1     | Данієла Альварес — Таня Мендоса        |
| чемпіонат Європи 2025 | Тетяна Лазаренко | Фінал      | 2:1     | Клеман Вієйра — Алін Шамеро            |